# Lithomoia suffusa
Lithomoia solidaginis là một loài bướm đêm trong họ Noctuidae.

## Hình ảnh

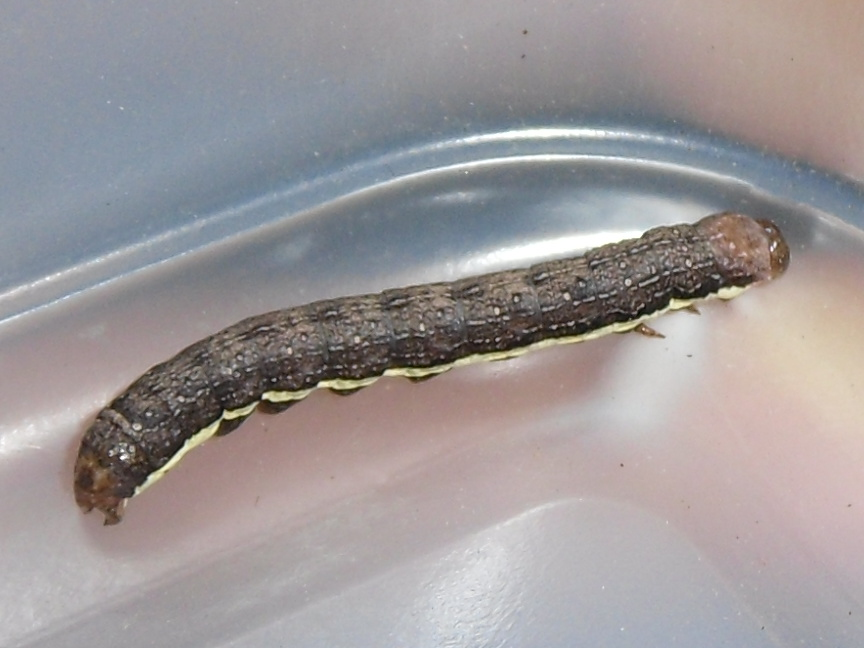